# Sanguinamenti
Sanguinamenti è una raccolta di poesie di Gabriele Tinti, pubblicata per la prima volta nel 2022 da La nave di Teseo. 

## Tematiche e contenuti
Il volume raccoglie una serie di epigrammi che l’autore ha composto nella primavera del 2020. 
Le collezioni epigrafiche del Museo Nazionale Romano, dei Musei Capitolini e del Museo Archeologico Nazionale di Napoli così come le iscrizioni funerarie più recenti e la pittura rinascimentale hanno contribuito ad ispirare questa opera che mira a trasfigurare la paura per la morte, per il dolore e la sofferenza.
Dal libro è stato tratto il video poetico “Bleedings” con Abel Ferrara  prodotto e distribuito dalla Pinacoteca di Brera e da Rai Cultura e sono stati organizzate una serie di letture alla Pinacoteca di Brera, al Musée Jacquemart-André, Parigi, alla Ca' d'Oro di Venezia e al Museo Cappella Sansevero di Napoli. 
Alcune poesie del volume vengono lette da Willem Dafoe al Museo Nazionale Romano  mentre una di queste viene scelta come 'poesia della settimana' dal The Guardian

## Edizioni
- Gabriele Tinti, Sanguinamenti, Incipit Tragoedia, Milano, La nave di Teseo, 2022.
- Gabriele Tinti, Bleedings, New York, Contra Mundum Press, 2022.